# Liste des médaillés olympiques dans les compétitions artistiques

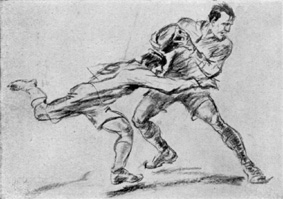
Médaille d'or de dessin en 1928 : Rugby de Jean Jacoby.

Des compétitions artistiques ont fait partie des Jeux olympiques entre 1912 et 1948, conformément aux vœux du fondateur des Jeux modernes Pierre de Coubertin. Ces épreuves ont distribué environ 150 médailles, dans cinq catégories (le « pentathlon des muses ») : l'architecture, la littérature, la musique, la peinture et la sculpture.
Ces concours d’art et littérature se déroulent durant sept éditions des Jeux olympiques d’été et voient au total des artistes et architectes de cinquante et une nations y participer, ce qui représente plus de mille cinq cents concurrents, venant principalement d’Allemagne, de France, des États-Unis ou encore de Grande-Bretagne, d’Italie ou de Belgique.
En 1949, ces épreuves officielles sont abandonnées et remplacées, jusque de nos jours, par des expositions et événements artistiques.

## Architecture

### Projets architecturaux
Liste des médailles de « projets architecturaux » :
| Édition          | Or                                                                                | Argent                                                             | Bronze                                                                                      |
| ---------------- | --------------------------------------------------------------------------------- | ------------------------------------------------------------------ | ------------------------------------------------------------------------------------------- |
| Stockholm 1912   | Eugène Monod et Alphonse Laverrière pour Plan de construction d'un stade moderne  | non décerné                                                        | non décerné                                                                                 |
| Anvers 1920      | non décerné                                                                       | Holger Sinding-Larsen (en) pour Projet d'école de culture physique | non décerné                                                                                 |
| Paris 1924       | non décerné                                                                       | Alfréd Hajós et Dezső Lauber (en) pour Plan de stade nautique      | Julien Médecin pour Stade pour Monte Carlo                                                  |
| Amsterdam 1928   | Jan Wils (en) pour Stade olympique d’Amsterdam                                    | Ejnar Mindedal Rasmussen (en) pour Une piscine à Ollerup           | Jacques Lambert pour Stade de Versailles                                                    |
| Los Angeles 1932 | Gustave Saacké, Pierre Bailly (en) et Pierre Montenot (en) pour Cirque pour Toros | John Russell Pope pour Plan du stade Payne-Whitney à New Haven     | Richard Konwiarz (en) pour Plan d'un champ de courses en Silésie                            |
| Berlin 1936      | Hermann Kutschera (en) pour Stade de ski                                          | Werner March pour Stade du Reich                                   | Hermann Stiegholzer (en) et Herbert Kastinger (en) pour Plan d'un champ de courses à Vienne |
| Londres 1948     | Adolf Hoch (en) pour Tremplin de ski sur le Kobenzl                               | Alfred Rinesch (en) pour Centre des sports nautiques en Carinthie  | Nils Olsson (en) pour Piscine et salle de sports à Göteborg                                 |

### Urbanisme
Liste des médailles d'« urbanisme » :
| Édition          | Or                                                                                                | Argent | Bronze                                                                         |
| ---------------- | ------------------------------------------------------------------------------------------------- | --- | ------------------------------------------------------------------------------ |
| Amsterdam 1928   | Alfred Hensel (en) pour Le stade de Nuremberg                                                     | Jacques Lambert pour Le stade de Versailles                                                                                | Max Laeuger pour Le parc de la ville de Hambourg                               |
| Los Angeles 1932 | John Hughes (en) pour Plan d'un parc des sports et de repos avec stade pour la ville de Liverpool | Jens Klemmensen (en) pour Plan de parc public et de stade                                                                  | André Verbeke (en) pour Plan d'un parc de marathon                             |
| Berlin 1936      | Werner March et Walter March (en) pour Stade du Reich                                             | Charles Downing Lay (en) pour Parc de la marine à Brooklyn                                                                 | Theo Nussbaum (en) pour Établissements sportifs et plan d'urbanisme de Cologne |
| Londres 1948     | Yrjö Lindegren pour Centre d'athlétisme de Varkaus                                                | Werner Schindler (en) et Edy Knupfer (en) pour Centre d'entraînement de gymnastique et de sport de la Confédération suisse | Ilmari Niemeläinen (en) pour Le centre d'athlétisme de Kemi                    |

## Sculpture

### Statues
Liste des médailles de « statues » :
| Édition          | Or                                                    | Argent                                                               | Bronze                                                                                |
| ---------------- | ----------------------------------------------------- | -------------------------------------------------------------------- | ------------------------------------------------------------------------------------- |
| Stockholm 1912   | Walter Winans pour Le trotteur américain              | Georges Dubois pour Maquette d'une porte d'entrée d'un stade moderne | non décerné                                                                           |
| Anvers 1920      | Albéric Collin pour La force                          | Simon Goossens pour Les Patineurs                                    | Alphons De Cuyper pour Lanceur de poids et coureur                                    |
| Paris 1924       | Constantin Dimitriadis pour Lanceur de disque finnois | Frantz Heldenstein pour Vers les Jeux Olympiques                     | Jean-René Gauguin pour Le boxeur et Claude Léon Mascaux pour Sept médailles sportives |
| Amsterdam 1928   | Paul Landowski pour Le boxeur                         | Milo Martin pour Athlète au repos                                    | Renée Sintenis pour Footballeur                                                       |
| Los Angeles 1932 | Mahonri Young pour K.O.                               | Miltiades Manno pour Lutte                                           | Jakub Obrovský (en) pour Ulysse                                                       |
| Berlin 1936      | Farpi Vignoli pour Sulki                              | Arno Breker pour Décathlonien                                        | Stig Blomberg pour Enfants luttant                                                    |
| Londres 1948     | Gustaf Nordahl (en) pour Hommage à Ling               | Chintamoni Kar (en) pour Patineuse                                   | Hubert Yencesse pour Nageuse                                                          |

### Médailles
Liste des médailles de « médailles » :
| Édition          | Or                                      | Argent                                                          | Bronze                                              |
| ---------------- | --------------------------------------- | --------------------------------------------------------------- | --------------------------------------------------- |
| Amsterdam 1928   | Edwin Grienauer (en) pour Médailles     | Chris van der Hoef (en) pour Médailles pour les Jeux Olympiques | Edwin Scharff pour Plaquette                        |
| Los Angeles 1932 | Józef Klukowski pour Relief de sport II | Frederick William MacMonnies pour Médaille de Lindbergh         | Robert Tait McKenzie pour Blason d'athlètes         |
| Berlin 1936      | non décerné                             | Luciano Mercante (en) pour Médailles                            | Josué Dupon pour Médailles équestres                |
| Londres 1948     | non décerné                             | Oskar Thiede (en) pour Huit plaquettes sportives                | Edwin Grienauer (en) pour Prix de concours d'aviron |

### Reliefs
Liste des médailles de « reliefs » :
| Édition      | Or                                     | Argent                        | Bronze                                            |
| ------------ | -------------------------------------- | ----------------------------- | ------------------------------------------------- |
| Berlin 1936  | Emil Sutor (en) pour Coureurs de haies | Józef Klukowski pour Football | non décerné                                       |
| Londres 1948 | non décerné                            | non décerné                   | Rosamund Fletcher (en) pour La fin de la cachette |

## Peinture

### Peintures
Liste des médailles de « peintures » :
| Édition          | Or                                                            | Argent                                                      | Bronze                                            |
| ---------------- | ------------------------------------------------------------- | ----------------------------------------------------------- | ------------------------------------------------- |
| Stockholm 1912   | Carlo Pellegrini (en) pour Sports d'hiver                     | non décerné                                                 | non décerné                                       |
| Anvers 1920      | non décerné                                                   | Henriette Brossin de Polanska pour L'Élan                   | Alfred Ost pour Joueur de football                |
| Paris 1924       | Jean Jacoby pour Trois études sportives                       | Jack Butler Yeats pour Natation                             | Johan van Hell (en) pour Patineurs                |
| Amsterdam 1928   | Isaac Israëls pour Le cavalier rouge                          | Laura Knight pour Boxeurs                                   | Walther Klemm (en) pour Patineurs                 |
| Los Angeles 1932 | David Wallin (en) pour Bord de mer à Arilde                   | Ruth Miller (en) pour La lutte                              | non décerné                                       |
| Berlin 1936      | non décerné                                                   | Rudolf Eisenmenger (en) pour Coureur sur la ligne d'arrivée | Ryuji Fujita (en) pour Hockey sur glace           |
| Londres 1948     | Alfred Thomson (en) pour Les championnats amateurs de Londres | Giovanni Stradone (en) pour Le Pistard                      | Letitia Marion Hamilton (en) pour Chasse à courre |

### Dessins et aquarelles
Liste des médailles de « dessins et aquarelles » :
| Édition          | Or                     | Argent                                              | Bronze                                                       |
| ---------------- | ---------------------- | --------------------------------------------------- | ------------------------------------------------------------ |
| Amsterdam 1928   | Jean Jacoby pour Rugby | Alex Virot pour Gestes de football                  | Władysław Skoczylas pour Posters                             |
| Los Angeles 1932 | Lee Blair pour Rodeo   | Percy Crosby (en) pour Jackknife                    | Gerhard Westermann (en) pour Cavalier                        |
| Berlin 1936      | non décerné            | Romano Dazzi (en) pour Quatre croquis pour fresques | Sujaku Suzuki (en) pour Concours hippique japonais classique |

### Arts graphiques
Liste des médailles d'« arts graphiques » :
| Édition          | Or                                                       | Argent                                                     | Bronze                                                                   |
| ---------------- | -------------------------------------------------------- | ---------------------------------------------------------- | ------------------------------------------------------------------------ |
| Amsterdam 1928   | William Nicholson pour Gravures sur bois de douze sports | Carl Moos (en) pour L'athlétisme                           | Max Feldbauer (en) pour Diligence                                        |
| Los Angeles 1932 | Joseph Golinkin (en) pour Ciseaux de jambes              | Janina Konarska pour Stade                                 | Joachim Karsch (en) pour Passage de témoin                               |
| Berlin 1936      | Alex Diggelmann (en) pour Arosa I                        | Alfred Hierl (en) pour Course internationale Avus          | Stanisław Ostoja-Chrostowski (en) pour Diplôme de la société de yachting |
| Londres 1948     | non décerné                                              | Alex Diggelmann (en) pour Championnat du monde de cyclisme | Alex Diggelmann (en) pour Championnat du monde de hockey sur glace       |

### Arts appliqués et gravures
Liste des médailles d'« arts appliqués et gravures » :
| Édition      | Or                          | Argent                                | Bronze                               |
| ------------ | --------------------------- | ------------------------------------- | ------------------------------------ |
| Londres 1948 | Albert Decaris pour Piscine | John Copley (en) pour Joueurs de polo | Walter Battiss pour Sport à la plage |

## Littérature

### Littérature
Liste des médailles de « littérature » :
| Édition          | Or                                                  | Argent                                                                                 | Bronze |
| ---------------- | --------------------------------------------------- | -------------------------------------------------------------------------------------- | --- |
| Stockholm 1912   | Georges Hohrod et Martin Eschbath pour Ode au sport | non décerné                                                                            | non décerné                                                                                                  |
| Anvers 1920      | Raniero Nicolai (en) pour Chants olympiques         | Theodore Andrea Cook pour Les Jeux Olympiques d'Anvers                                 | Maurice Bladel (en) pour La louange des Dieux                                                                |
| Paris 1924       | Géo-Charles pour Les Jeux Olympiques                | Josef Petersen (en) pour Euryale et Dorothy Margaret Stuart (en) pour Chants d'escrime | Oliver St John Gogarty pour Ode aux Jeux de Tailteann et Charles-Anthoine Gonnet pour Vers le Dieu d'Olympie |
| Los Angeles 1932 | Paul Bauer pour Sur le Kangchenzonga                | Josef Petersen (en) pour Les Argonautes                                                | non décerné                                                                                                  |

### Œuvres lyriques
Liste des médailles des « œuvres lyriques » :
| Édition        | Or                                            | Argent                                                | Bronze                                        |
| -------------- | --------------------------------------------- | ----------------------------------------------------- | --------------------------------------------- |
| Amsterdam 1928 | Kazimierz Wierzyński pour Lauriers olympiques | Rudolf Binding pour Conseils d'équitation à son aimée | Johannes Weltzer (en) pour Symphonie héroïque |
| Berlin 1936    | Felix Dhünen-Sondinger (en) pour Le coureur   | Bruno Fattori (en) pour Visages d’Azure               | Hans Stoiber (en) pour Le disque              |
| Londres 1948   | Aale Tynni pour La renommée de la Grèce       | Ernst van Heerden (en) pour Six poèmes                | Gilbert Prouteau pour Rythme du stade         |

### Œuvres dramatiques
Liste des médailles des « œuvres dramatiques » :
| Édition        | Or          | Argent                    | Bronze      |
| -------------- | ----------- | ------------------------- | ----------- |
| Amsterdam 1928 | non décerné | Lauro De Bosis pour Icare | non décerné |
| Berlin 1936    | non décerné | non décerné               | non décerné |
| Londres 1948   | non décerné | non décerné               | non décerné |

### Œuvres épiques
Liste des médailles des « œuvres épiques » :
| Édition        | Or                                                   | Argent                                          | Bronze                                                                     |
| -------------- | ---------------------------------------------------- | ----------------------------------------------- | -------------------------------------------------------------------------- |
| Amsterdam 1928 | Ferenc Mező (en) pour L'histoire des Jeux Olympiques | Ernst Weiss pour Boetius von Orlamünde          | Carel Scharten (en) et Margo Scharten-Antink (en) Le fou dans les Maremmen |
| Berlin 1936    | Urho Karhumäki (en) pour Dans l'eau libre            | Wilhelm Ehmer (en) pour Autour du toit du monde | Jan Parandowski (en) pour Le disque olympique                              |
| Londres 1948   | Giani Stuparich pour La Grotte                       | Josef Petersen (en) pour Le champion olympique  | Éva Földes (en) pour La source de jeunesse                                 |

## Musique

### Musique
Liste des médailles de « musique » :
| Édition          | Or                                                        | Argent                                       | Bronze                                     |
| ---------------- | --------------------------------------------------------- | -------------------------------------------- | ------------------------------------------ |
| Stockholm 1912   | Riccardo Barthelemy (en) pour Marche triomphale olympique | non décerné                                  | non décerné                                |
| Anvers 1920      | Georges Monier (en) pour Olympique                        | Oreste Riva (en) pour Marche triomphale      | non décerné                                |
| Paris 1924       | non décerné                                               | non décerné                                  | non décerné                                |
| Amsterdam 1928   | non décerné                                               | non décerné                                  | non décerné                                |
| Los Angeles 1932 | non décerné                                               | Josef Suk pour En route vers la vie nouvelle | non décerné                                |
| Londres 1948     | non décerné                                               | non décerné                                  | Gabriele Bianchi (en) pour Hymne olympique |

### Compositions de chant pour soliste ou chœur
Liste des médailles de « compositions de chant pour soliste ou chœur » :
| Édition        | Or                                       | Argent                                         | Bronze                         |
| -------------- | ---------------------------------------- | ---------------------------------------------- | ------------------------------ |
| Amsterdam 1928 | non décerné                              | non décerné                                    | non décerné                    |
| Berlin 1936    | Paul Höffer pour Le serment olympique    | Kurt Thomas pour Cantate à l'Olympiade de 1936 | Harald Genzmer pour Le coureur |
| Londres 1948   | Zbigniew Turski pour Symphonie olympique | Kalervo Tuukkanen pour Karhunpyynti            | Erling Brene (en) pour Vigueur |

### Compositions pour instruments ou orchestre
Liste des médailles de « compositions pour instruments ou orchestre » :
| Édition        | Or                                        | Argent                                                        | Bronze                                             |
| -------------- | ----------------------------------------- | ------------------------------------------------------------- | -------------------------------------------------- |
| Amsterdam 1928 | non décerné                               | non décerné                                                   | Rudolph Simonsen pour Symphonie grecque no 2       |
| Berlin 1936    | Werner Egk pour Musique olympique festive | Lino Liviabella pour La Victoire                              | Jaroslav Křička pour Suite pour montagne           |
| Londres 1948   | non décerné                               | John Weinzweig pour Divertimenti pour flûte solo et orchestre | Sergio Lauricella (en) pour Toccata per pianoforte |

## Médaillés notables
Parmi les médaillés notables, deux artistes ont remporté trois médailles, le Suisse Alex Diggelmann (en) (toutes en arts graphiques : une médaille d'or en 1936 et une médaille d'argent et une de bronze en 1948) et le Danois Josef Petersen (en) (trois médailles d'argent : une en œuvre épique et deux en littérature),.
Le Luxembourgeois Jean Jacoby est le seul artiste de l'histoire des Jeux à avoir remporté deux médailles d'or dans les concours d'art, une en peintures (en 1924 pour Étude de sport) et une en dessins et aquarelles (en 1928 avec Rugby),.
En 1912, Pierre de Coubertin remporte une médaille d'or dans la catégorie littérature avec une œuvre intitulée Ode au sport, un poème en prose de neuf strophes au texte bilingue français-allemand présenté sous le double pseudonyme de Georg Hohrod et Martin Eschbach,.
Deux médaillés en art ont également remporté des médailles en sport aux Jeux olympiques. Le Hongrois Alfréd Hajós a remporté deux médailles d'or en natation en 1896 et une médaille pour un projet d'urbanisme en 1924. L'Américain Walter Winans a remporté des médailles de tir au cerf en 1908 et 1912 et une médaille d'or en sculpture en 1912,,.
Le Britannique John Copley (en), vainqueur d'une médaille d'argent en 1948 en gravure à l'âge de 73 ans, est le médaillé olympique le plus âgé de l'histoire.
L’écrivaine finlandaise Aale Tynni, médaille d’or d’œuvre lyrique en 1948 avec La renommée de la Grèce, est la seule femme championne olympique artistique de l’histoire.
Mais à l'exception du sculpteur — et boxeur amateur — Paul Landowski, champion olympique à Amsterdam en 1928 avec son œuvre intitulée Le Boxeur, peu d’artistes primés aux Jeux sont restés dans les mémoires,.

## Tableau des médailles
Par nation, l'Allemagne est la plus récompensée de l'histoire des épreuves d'art et littérature des Jeux olympiques, avec 24 médailles, dont la moitié obtenue à Berlin en 1936, devant l'Italie, avec 14 médailles, et la France, avec 13 médailles.
Pour le tableau général des médailles, :
| Rang | Nation             | Or | Argent | Bronze | Total |
| ---- | ------------------ | -- | ------ | ------ | ----- |
| 1    | Allemagne          | 8  | 7      | 9      | 24    |
| 2    | Italie             | 5  | 7      | 2      | 14    |
| 3    | États-Unis         | 4  | 5      | 0      | 9     |
| 4    | France             | 4  | 4      | 5      | 13    |
| 5    | Grande-Bretagne    | 3  | 5      | 1      | 9     |
| 6    | Autriche           | 3  | 3      | 3      | 9     |
| 7    | Pologne            | 3  | 2      | 3      | 8     |
| 8    | Finlande           | 3  | 1      | 1      | 5     |
| 9    | Suisse             | 2  | 4      | 1      | 7     |
| 10   | Belgique           | 2  | 1      | 5      | 8     |
| 11   | Pays-Bas           | 2  | 1      | 3      | 6     |
| 12   | Luxembourg         | 2  | 1      | 0      | 3     |
| 13   | Suède              | 2  | 0      | 2      | 4     |
| 14   | Hongrie            | 1  | 2      | 1      | 4     |
| 15   | Grèce              | 1  | 0      | 0      | 1     |
| 16   | Danemark           | 0  | 5      | 4      | 9     |
| 17   | République tchèque | 0  | 1      | 2      | 3     |
| 18   | Irlande            | 0  | 1      | 2      | 3     |
| 19   | Canada             | 0  | 1      | 1      | 2     |
| 20   | Afrique du Sud     | 0  | 1      | 1      | 2     |
| 21   | Norvège            | 0  | 1      | 0      | 1     |
| 22   | Japon              | 0  | 0      | 2      | 2     |
| 23   | Monaco             | 0  | 0      | 1      | 1     |
|      | Total              | 45 | 53     | 49     | 147   |